# 87식 대전차 미사일
87식 대전차 미사일은 일본의 육상자위대에서 사용하는 대전차 미사일이다. 64식 대전차 미사일의 후계자로로, 레이저 유도 방식을 이용하고 있다. 64식 대전차 미사일의 후계로, 1979년부터 미츠비시 중공업의 주도로 개발이 이루어지고, 1987년 제식화되었다.
발사기와 레이저 조사기로 구성되어 있으며, 미사일은 발사통에 들어있다. 유도방식은 반자동 레이저 유도방식을 사용하여 유도용의 선이 사라져 비행속도가 높아졌다. 또한 200 미터 이내에 발사기와 레이저 조사기를 분산 배치하면 조작원의 안전성도 향상시킨다. 발사기는 73식 트럭 등에 탑재해 사용한다. 64식 대전차 미사일에 비해 작고 가벼워져 미사일 본체의 중량은 12 kg으로 감소했다. 한편, 미사일 6발을 포함한 장비의 총 무게는 140kg이다.